# كوتارو مي
كوتارو مي (باليابانية: 里見浩太朗؛ بالكانا: さとみ こうたろう) هو مغني ومؤدي صوت وممثل ياباني، ولد في 28 نوفمبر 1936 في فوجينوميا في اليابان.

## أعمال

### مسلسلات
- ليغل هاي

## وصلات خارجية
- كوتارو مي على موقع IMDb (الإنجليزية)
- كوتارو مي على موقع ميوزك برينز (الإنجليزية)
- كوتارو مي على موقع قاعدة بيانات الفيلم (الإنجليزية)